# كام نيوتن
كام نيوتن هو لاعب هوكي جليد كندي، ولد في 25 فبراير 1950 في بيتيربوروغ في كندا.

## وصلات خارجية
- كام نيوتن على موقع دوري الهوكي الوطني (الإنجليزية)
- كام نيوتن على موقع قاعة مشاهير الهوكي (لاعب أن.إتش.أل) (الإنجليزية)
- كام نيوتن على موقع EliteProspects.com (الإنجليزية)
- كام نيوتن على موقع HockeyDB.com (الإنجليزية)